# Jaromír Jech
Jaromír Jech (27. srpna 1918, Václavice – 19. září 1992, Praha) byl český folklorista, etnograf, literární vědec, germanista, akademik ČSAV a spisovatel. Byl jedním z předních představitelů české folkloristiky druhé poloviny 20. století.

## Biografie

### Mládí a studium
Po absolvování gymnázia v Benešově studoval od roku 1937 slavistiku a germanistiku na Filozofické fakultě UK, kde se postupně začal profilovat jako literární vědec a dialektolog. Jeho studia však na několik let přerušilo uzavření vysokých škol během Druhé světové války. Po osvobození získal stipendium, které mu umožnilo studium ve švýcarské Basileji. V roce 1946 získal aprobaci jako středoškolský profesor a po dalších třech letech obhájil disertační práci, která se zabývala lidovou mluvou na Benešovsku. Následující léta působil jako pedagog na různých gymnáziích, obzvláště pak na gymnáziu v Říčanech u Prahy.

### Působení na Československé akademii věd
Krátce po založení Československé akademie věd se stal odborným pracovníkem Ústavu pro etnografii a folkloristiku, kde zastával mimo jiné funkci vedoucího slovesně folkloristického oddělení. Po odchodu Jiřího Horáka v roce 1964 se ujal předsednictví celého Ústavu. Byl také předsedou celostátní oborové komise pro etnografii a folkloristiku a předsedou pro obhajoby kandidátských disertačních prací v oboru národopisu. V roce 1972 musel z politických důvodů odejít z pozice předsedy Ústavu pro etnografii a folkloristiku do nuceného důchodu. Nadále však působil v ČSAV, přešel totiž do Ústavu pro českou a světovou literaturu. Mimo jiné působil jako dlouholetý redaktor v etnologickém časopise Český lid.

### Mezinárodní činnost
Byl zakládajícím členem světové organizace badatelů pro lidové vyprávění (International Society for Folk-Narrative Research – ISFNR), kde po určitou dobu vykonával také funkci člena předsednictva, nebo také mezinárodní etnografické organizace International Society for Ethnology and Folklore. Účastnil se řady mezinárodních konferencí a kongresů a byl spoluautorem mezinárodních vydání zápoadoslovanských pohádek a západoslovanského lidového humoru. V Berlíně vydal druhé vydání publikace o českých pohádkách, která slouží jako úvod do českého pohádkosloví a studia pohádek jako folklórního druhu.

## Publikační a editorská činnost
Ústředním motivem jeho tvorby byl výzkum pohádky jako folklorního druhu, jejího vývoje a formách přesunu do moderních médií (televize, filmu či rozhlasu). Důležité je pak komparatistické hledisko – zkoumal například vztah české pohádky s pohádkami bratří Grimmů či souvislosti mezi českým folklorem a folklorem slovenským, polským či německým. Zabýval se také lidovou slovesností českých menšin v rumunském Banátu či Lužických Srbů.
Navázal na svého přítele Josefa Štefana Kubína a jeho výzkum lidového vyprávění v kladském Českém koutku. Byl mimo jiné editorem třetího vydání jeho Kladských povídek. Mimo to vydal vlastní sbírku kladských lidových povídek Lidová vyprávění z Kladska, kde provedl rozbor změn, které se v místním lidovém vyprávění udály během půlstoletí od prvního vydání Kubínových povídek.
Mimo vědeckých prací publikoval (obzvláště v SNDK) několik pohádkových knížek pro děti a mládež.

### Výběr z díla

#### Literárněvědné práce
- Lidová vyprávění z Kladska (1959)
- Tschechische Volksmärchen (1961)
- Československá vlastivěda III. Lidová kultura (oddíly o pohádkách, humorkách a anekdotách) (1968)
- Zapadlí vlastenci vypravují (1977)
- České vesnice v rumunském Banátě (1992)

#### Sbírky pohádek
- Moudrý rozsudek (1962)
- Povídá babička povídačku (1962)
- Žerty s hastrmany a čerty (1965)
- Z Krakonošovy mošny (1982)